# Mistrovství světa v biatlonu 1978
Mistrovství světa v biatlonu 1978 se konalo od 1. do 6. března 1978 na biatlonovém stadionu Biathlon stadium Hochfilzen v rakouském Hochfilzenu.
Na mistrovství světa byl nejúspěšnější východoněmecký tým, který získal celkem 6 medailí, z toho 3 zlaté. Největší zásluhu měl Frank Ullrich, který zvítězil ve stíhacím závodě a ve štafetách a ve sprintu skončil druhý, díky čemž se stal nejúspěšnějším závodníkem mistrovství. 

## Program závodů
Na programu šampionátu byly celkem 3 závody. Muži absolvovali sprint, vytrvalostní závod a štafetu.
| Den | Datum     | Disciplína         | Počet závodníků |
| --- | --------- | ------------------ | --------------- |
| Čt  | 2. března | Vytrvalostní závod | 88              |
| So  | 4. března | Sprint             | 88              |
| Ne  | 5. března | Štafety            | 23              |

## Česká stopa
Ve vytrvalostní závodě i sprintu byl se nejlépe umístil Antonín Kříž na 9., resp. 12. místě. Československá štafeta byla v sestavě Miroslav Soviš, Jaromír Šimůnek, Antonín Kříž a Zdeněk Pavlíček celkově 6.

## Medailisté

### Muži
| Disciplína                         | Zlato                                                                    | Výkon     | Stříbro                                                         | Výkon      | Bronz                                                                            | Výkon      |
| Vytrvalostní závod (20 km) detaily | Odd Lirhus                                                               | 1:05:26,3 | Frank Ullrich                                                   | 1:05:37,7  | Eberhard Rösch                                                                   | 1:06:04,2  |
| Sprint (10 km) detaily             | Frank Ullrich                                                            | 32:17,4   | Eberhard Rösch                                                  | 32:38,1    | Klaus Siebert                                                                    | 33:02,8    |
| Štafety (4x7,5 km) detaily         | Východní Německo Manfred Beer Klaus Siebert Frank Ullrich Eberhard Rösch | 1:37:47,6 | Norsko Tor Svendsberget Roar Nilsel Odd Lirhus Sigleif Johansen | 1:40:28,59 | Západní Německo Heinrich Mehringer Hans Estner Andreas Schweiger Gerhard Winkler | 1:40:35,10 |

## Medailové pořadí

### Medailové pořadí zemí
| Pořadí | Země             | Zlato | Stříbro | Bronz | Celkově |
| ------ | ---------------- | ----- | ------- | ----- | ------- |
| 1.     | Východní Německo | 2     | 2       | 2     | 6       |
| 2.     | Norsko           | 1     | 1       | 0     | 2       |
| 3.     | Západní Německo  | 0     | 0       | 1     | 1       |

### Individuální medailové pořadí
| Pořadí | Závodník           | Zlato | Stříbro | Bronz | Celkově |
| ------ | ------------------ | ----- | ------- | ----- | ------- |
| 1.     | Frank Ullrich      | 2     | 1       | 0     | 3       |
| 2.     | Eberhard Rösch     | 1     | 1       | 1     | 3       |
| 3.     | Odd Lirhus         | 1     | 1       | 0     | 2       |
| 4.     | Klaus Siebert      | 1     | 0       | 1     | 2       |
| 5.     | Manfred Beer       | 1     | 0       | 0     | 1       |
| 6.     | Tor Svendsberget   | 0     | 1       | 0     | 1       |
| 6.     | Roar Nilsel        | 0     | 1       | 0     | 1       |
| 6.     | Sigleif Johansen   | 0     | 1       | 0     | 1       |
| 9.     | Heinrich Mehringer | 0     | 0       | 1     | 1       |
| 9.     | Hans Estner        | 0     | 0       | 1     | 1       |
| 9.     | Andreas Schweiger  | 0     | 0       | 1     | 1       |
| 9.     | Gerhard Winkler    | 0     | 0       | 1     | 1       |